# 北海道独立論

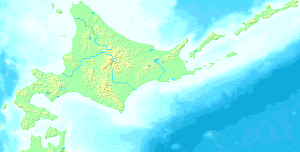
北海道地図

北海道独立論（ほっかいどうどくりつろん）は、1960年に梅棹忠夫によって記された、北海道の政治的自立を提言する論文である。北海道は、先住民族のアイヌの住む地だったが、明治維新後に入植した和人によって急速に「開拓」された歴史を持つ。本論は和人主体の独立論であり、先住民族のアイヌ民族運動とは異なることを留意する必要がある。

## 概要
1960年、文化人類学・民族学者の梅棹忠夫が、月刊誌『中央公論』の「日本探検」の一編として、日本からの北海道独立を唱えた。
2012年には、梅棹の論文に触発される形で、佐藤のりゆき・石崎岳・横山純一らが「北海道独立研究会」を旗揚げしたが、2022年現在同研究会のWebサイト等は消滅している。

## 関連する論文
- 葛西弘隆「戦後日本の植民地主義と文明論―梅棹忠夫の「北海道独立論」―」『国際関係学研究』第43巻、2017年3月、15-28頁、CRID 1050001338241499520、ISSN 0389-052X。
- 葛西弘隆「政治的想像力としての「北方」 : 河野広道の北方文化主義と北海道独立論」『思想』第1184号、岩波書店、2022年12月、33-56頁、CRID 1520575751415036544、ISSN 03862755、国立国会図書館書誌ID:032502634。